# Folkeregister
 Denne artikel omhandler overvejende eller alene danske forhold. Hjælp gerne med at gøre artiklen mere almen.
Folkeregistre blev indført i Danmark ved lov 14. marts 1924. 
I 1963 blev der oprettet folkeregistre i Grønland. 
Folkeregistrene blev i 1968 omlagt til Det Centrale Personregister, og i 1978 bortfaldt pligten til at opbevare de gamle folkeregisterkort
Folkeregistrene blev etableret med det primære formål at dække behovet for personoplysninger i den kommunale administration, men herudover dog også at betjene statslige myndigheder og private, der ønskede oplysninger om aktuelle adresser.
Grundlaget for de folkeregistrene var en almindelig folkeoptælling den 5. november 1924, i København, Frederiksberg og Gentofte kommuner dog den 1. februar 1923.
Forløberen for folkeregistrene var politiets registerblade som blev ført i København fra 1890-1923. Med folkeregistrene blev registreringen fra registerbladene landsdækkende.

## Folkeregisterkort
Folkeregistrene var baseret på tre kartoteker: 
- Hovedkortregistret, der bestod af et kort for hver familie med bofællesskab eller for en enlig (over 15 år) og indeholdt alle de registrerede oplysninger for personerne, herunder de nødvendige oplysninger for at kunne fremstille valglisterne.
- Afgangsregistret der indeholdt hovedkort for personer, der var fraflyttede eller døde
- Navneregistret der indeholdt oplysninger om navn og adresse og fungerede som index til hovedkortregistret.

Indtil 1978 blev følgende oplysninger registreret på folkeregisterkortene:
- Personoplysninger

For- og efternavn, pigenavn, navneændringer, fødselsdata, fødested, ægteskabelig stilling og vielsesmyndighed, erhverv, stabsborgerforhold, stilling i husstanden, trosbekendelse eller folkekirkeforhold, børn under 15 år herunder adoptivbørn, og fra 1968 CPR-nummer.
- Bopælsoplysninger:

Flytninger til og fra kommunen, adressebeskyttelse
- Andre oplysninger

Umyndiggørelse, konkurs (indtil 1956), straf (indtil 1956), fattighjælp (indtil 1962), skat (indtil 1973), lægdsrullenummer (1956-1973), folke- og invalidepension (1956-1973), børnebidragspligt (1956-1959), valgret (1956-1973), offentlig sygesikring (1935-1973), anmærkning om forældre samt andre mindre betydningsfulde oplysninger.
Folkeregisterkortene hører til kommunernes arkiver, og er derfor ikke alle afleveret til Statens Arkiver, nu Rigsarkivet.